# ポール (陸上競技)
棒高跳で使われる棒は、ポール（Pole）と呼ばれ、ある程度の負荷が加わると曲がる仕組みになっており、この負荷はポールによって様々で、選手のレベルが高い程硬く長いポールが使われる傾向がある。ポールの種類としては、長さをフィート、硬さをポンドで表し、これらを組み合わせることによって自分にあったポールを選び競技をしている。

## 歴史
初期のポールは木材が使われていた。しかし、このポールはあまり曲がらないため、当時の記録はあまり良くなかった。その後、ポールの材質が竹になると、記録が急上昇した。また、日本では竹は容易に入手できるため、当時の日本の棒高跳びは世界のトップに位置しており、西田修平、大江季雄などの選手もこの時の選手である。ポールはその後金属製になったが、記録の向上はあまり見られなかった。その後、ガラス繊維強化プラスチック製のポールが開発されると記録が大幅に伸びた。現在では6メートル以上跳ぶ選手もいる。